# Escuela de Barbizon

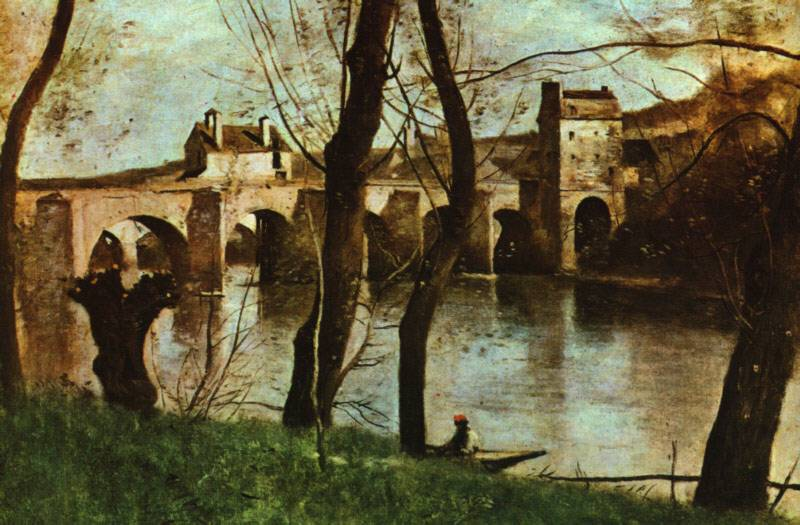
El puente de Mantes, por Corot, 1868-1870.

Escuela de Barbizon se ha denominado posteriormente al conjunto de pintores paisajistas, en un principio franceses, que entre 1830 y 1870 frecuentaron el entorno geográfico del bosque de Fontainebleau, llegándose a instalar –temporalmente muchos y de forma definitiva algunos– en el pueblo de Barbizon y sus alrededores. Están encuadrados dentro del Realismo pictórico francés, surgido como reacción al Romanticismo de Gericault o Delacroix. Se considera su inspirador a Théodore Rousseau.

## Orígenes y fundación

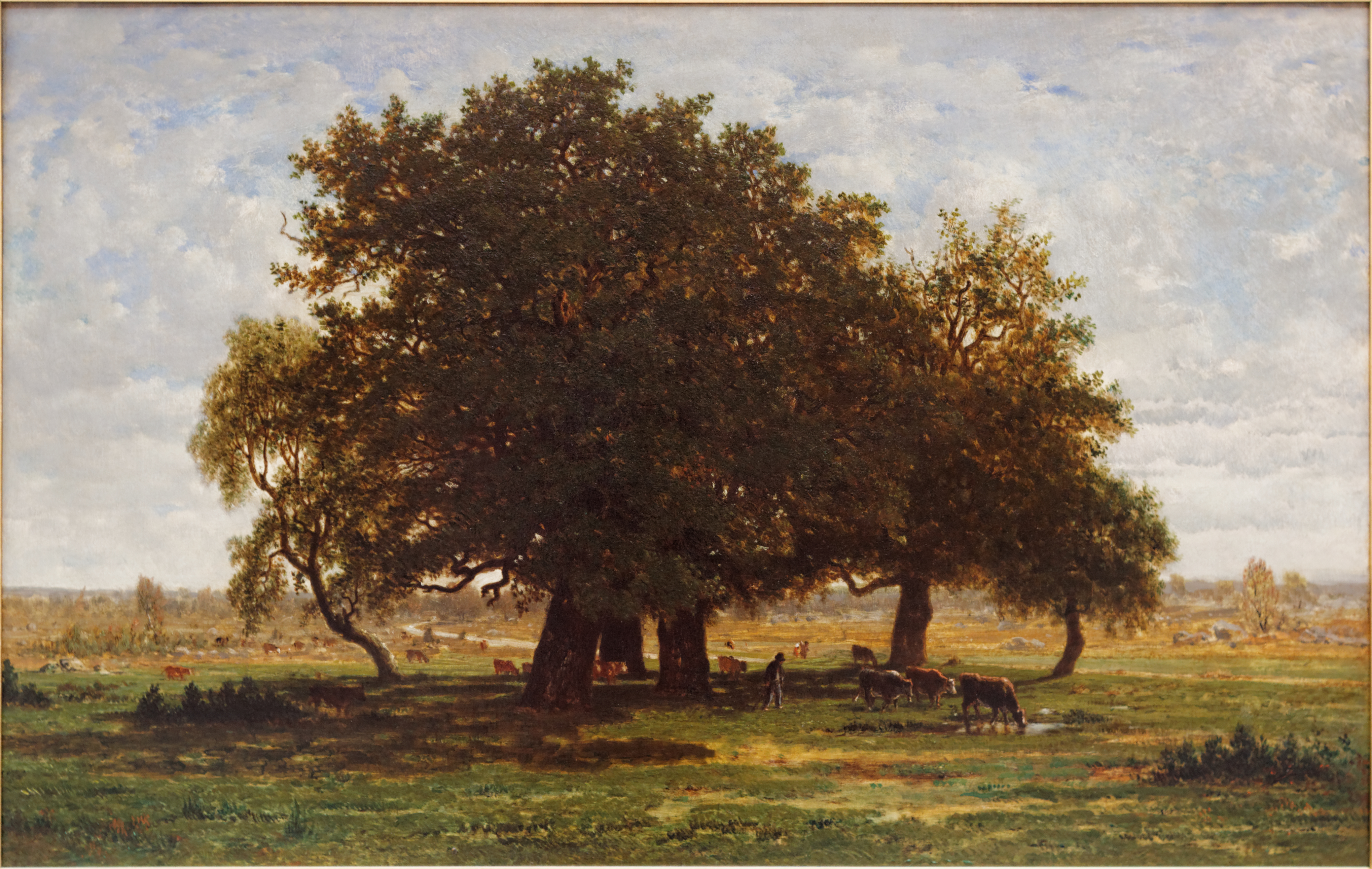
Roble, por Rousseau, 1855.

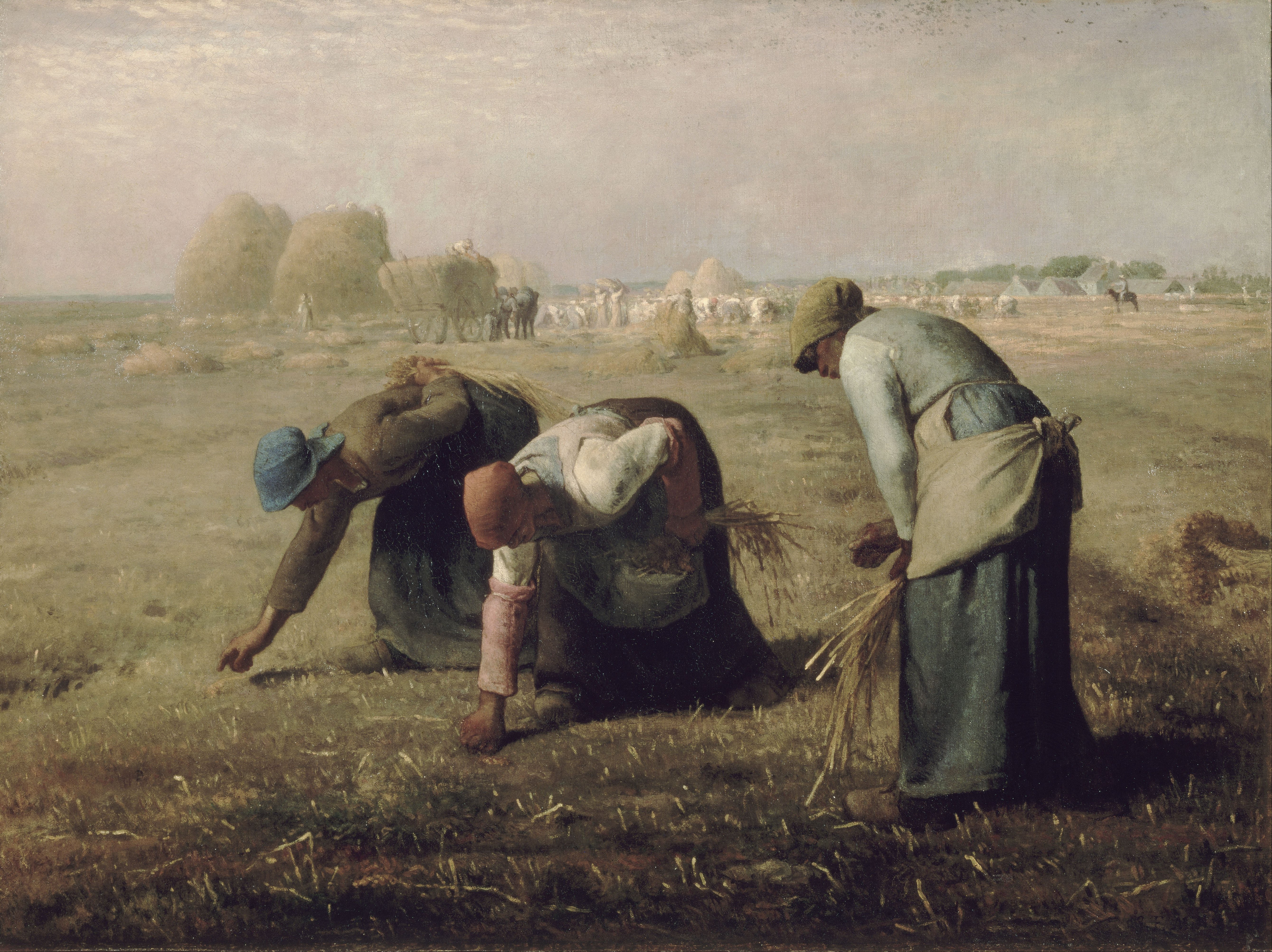
Las espigadoras, por Millet, 1857.

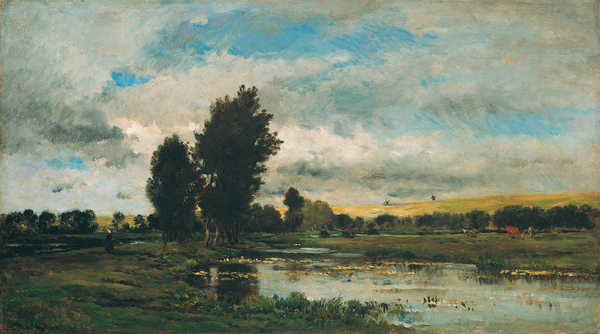
Escena en un río francés, por Daubigny, 1871.

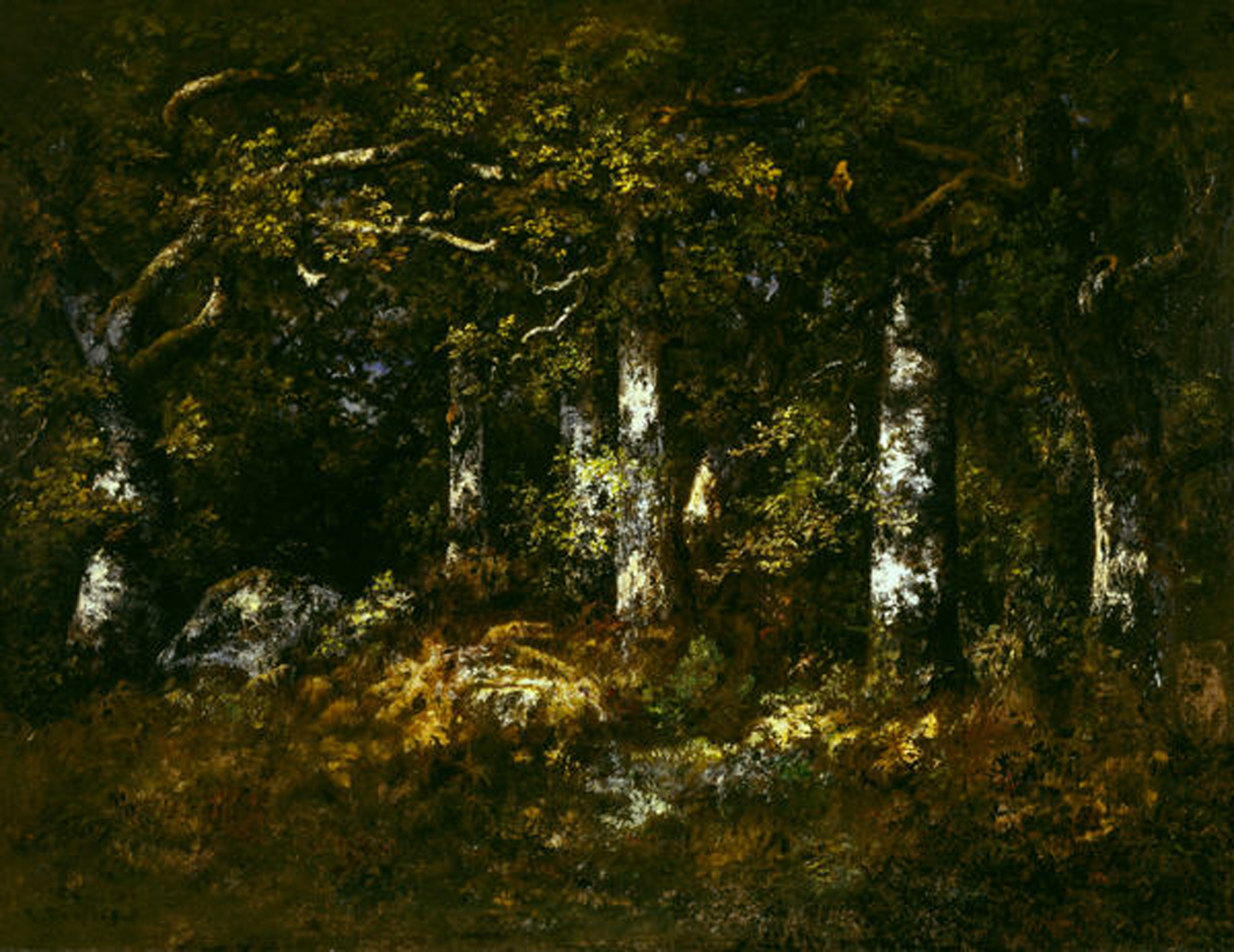
Bosque de Fontainebleau, por Díaz de la Peña, 1868.

A principios del siglo XIX, los criterios artísticos giraban alrededor de la tradición neoclásica, siguiendo al pintor Jacques-Louis David. Frente a esta pintura de fuerte academicismo, se desarrolló el Romanticismo formalizado por Géricault o Delacroix y Bonington en Inglaterra.
En 1824, el Salón de París exhibió una exposición de John Constable. Se ha especulado con la influencia que las escenas rurales del pintor inglés pudo tener sobre algunos artistas jóvenes; lo cierto es que abandonando todo  formalismo y academicismo muchos de ellos abandonaron las academias para desarrollar su inspiración directamente en escenarios naturales. Siguiendo esa línea, durante las revoluciones de 1848, un grupo de artistas comenzó a reunirse en el entorno del pueblo de Barbizon, formando un variado círculo en el que también participarían ocasionalmente pintores de otras confesiones (románticos, y más tarde seguidores del naturalismo literario). 
Se consideran fundadores de la escuela de Barbizon a Théodore Rousseau, Jean-Baptiste Camille Corot, Jean-François Millet y Charles-François Daubigny, además de Theodore Caruelle d'Aligny,  Alexandre Desgoffe, o Lazare Bruandet. Otros pintores relacionados fueron Jules Dupré, Narcisso Virgilio Díaz de la Peña, Albert Charpin, Henri Harpignies, Charles Olivier de Penne, Félix Ziem, Alexandre Defaux, Constant Troyon y Jules Jacques Veyrassat, lista discutible en la que algunos manuales también incluyen el nombre de Gustave Courbet.
Ya en 1829, Jean-Baptiste-Camille Corot había visitado Barbizon y el vecino Bosque de Fontainebleau (anteriormente, en 1822, había pintado en el bosque en Chailly). Corot regresó a Barbizon el otoño de 1830 y el verano de 1831. De aquel trabajo saldrían obras como una "Vista del Bosque de Fontainebleau", presentada en el Salón de 1830 (conservada en la Galería Nacional de Washington). El mismo escenario y título se repitieron en el paisaje presentado en el salón de 1831. Durante su estancia llegó a convivir con otros pintores que luego se considerarían el estado mayor de la escuela, como Theodore Rousseau, Paul Huet, Constant Troyon, Jean-François Millet y el joven Charles-François Daubigny. Dos de ellos, quizá los más representativos e influyentes, Théodore Rousseau y Jean-François Millet, murieron en Barbizon, el primero en 1867 y el segundo en 1875.
Durante los últimos años de la década de 1860, los pintores de Barbizon captaron la atención de la generación más joven de artistas franceses estudiantes en París. Varios de esos artistas visitaron el Bosque Fontainebleau para pintar del natural, entre ellos Claude Monet, Pierre-Auguste Renoir, Alfred Sisley y Frédéric Bazille, pintores que en la década de 1870  desarrollaron el impresionismo, llevando a su extremo en la praxis el manual de trabajo de Barbizon, es decir, no bastaba con bocetar y luego acabar la obra en el estudio, sino que era necesario pintar todo el cuadro en «plein air» (al aire libre).
Además de los ya enunciados podrían añadirse otros nombres de artistas relacionados con la escuela y su influjo. Así por ejemplo: Gustave Courbet, Eugène Boudin, Antonio Fontanesi, Agustín Riancho,
Karl Bodmer, Hippolyte Boulenger, Nicolae Grigorescu, H. I. Marlatt o Adolphe Joseph Thomas Monticelli. Entre las numerosas colonias de pintores y escuelas contemporáneas de Barbizón o que fueron espejo de ella, pueden citarse la de Tervueren (el «Barbizon belga»), las de Pontoise y Argenteuil —ligadas al impresionismo—, o las italianas de Posillipo —de corte romántico— o de Castiglioncello, donde se reunían los Macchiaioli.

## Estilo de Barbizon
Mantienen un estilo realista, pero de entonación ligeramente romántica, que se caracteriza por su especialización casi en exclusiva en el paisaje y su estudio directo del natural. Esto influirá en el resto de la pintura francesa del siglo XIX, en especial en el impresionismo. Usualmente tomarán sus apuntes al aire libre para realizar sus obras definitivas en sus estudios. Renunciaron a la estampa pintoresca de la vida campestre y se lanzaron a analizar con ojo crítico la naturaleza y su representación. Esta observación de lo natural produce efectos sentimentales en el alma del pintor, por lo que sus paisajes adquieren una calidad dramática bastante perceptible.

## En la literatura
Una de las primeras obras literarias ambientadas en Barbizon o en torno a sus artistas, fue la novela de Jules y Edmond de Goncourt titulada Manette Salomon (1867).